# 胡安·博什
胡安·埃米利奥·博什·加维尼奥（西班牙語：Juan Emilio Bosch y Gaviño，1909年6月30日—2001年11月1日）多米尼加政治家、历史学家、文学家。1939年创立多米尼加革命党，并在流放中领导反对独裁者拉斐尔·特鲁希略的运动约二十余年，1963年成为多米尼加第一任民选总统，但在同年因军事政变下台，下台後一度流亡国外，後另外组建解放党，并多次参选总统但落败。
在文学领域，博什创作了多部短篇小说集，真实地反映了多米尼加人民的现实生活状况。今日，他作为诚实的政治家以及多米尼加文学的代表人物之一在多米尼加受到尊敬。

## 早年
胡安·博什生于多米尼加的拉贝加。父母分别何塞·博什（José Bosch Subirats）与安赫拉·加维尼奥（Angela Gaviño Costales），两人皆为西班牙裔。博什早年在家乡拉贝加的圣塞巴斯蒂安学校就读，1924年他搬到了圣多明戈，在当地一些商铺工作过。1929年以后，博什前往世界各国游历，并先后造访了西班牙、委内瑞拉以及一些加勒比海岛国，直到1931年返国，1934年，他和伊莎贝尔·加西亚结婚，并育有两个子女。在拉斐尔·特鲁希略统治期间，博什因批评当局一度遭到逮捕，但在几个月后获释，1938年，不愿意与特鲁希略合作的博什逃离多米尼加，流亡波多黎各:12-13。
1939年，博什由波多黎各前往古巴，并与其他多米尼加流亡者一起创立了多米尼加革命党，成为多米尼加境外最重要的反特鲁希略力量之一，他也曾与古巴革命党合作，促进了古巴1940年宪法的起草通过:13。1941年，在离婚两年後，博什在马坦萨斯结识了诗人、剧作家卡门·基迭略，两人于1943年结婚，并育有两个孩子。在流亡期间，博什以写作为生，而于1959年在古巴取得的胜利，也让他感觉到历史转捩点的到来，为此，他曾在1961年写信给拉斐尔·特鲁希略，要求他放弃独裁统治，同年，特鲁希略遇刺身亡，博什随即返回多米尼加，并开始投身政治活动:13-14。

## 出任总统
1962年12月20日，博什参加了当年的总统大选，并以59.53%的得票率击败了其他对手，当选为多米尼加新一任总统:261，他于1963年2月27日就任，在任期间，试图改善本国经贸、外交政策受制于美国的状况，推行社会改革，增进劳工福祉，限缩军人权力，规定军队应该接受文官监督，并推进离婚合法化。在外交上，多米尼加唯一的陆上邻国海地的独裁者弗朗索瓦·杜瓦利埃在国内打击异己，其政权的一些反对者逃往多米尼加大使馆寻求庇护後，杜華利随即派军队进入大使馆搜捕，博什便指控海地政府違反了《維也納外交關係公約》，并警告后者应于24小时内停止入侵行为，否则多米尼加将向海地宣战，但多米尼加政府最终并没有进攻海地。
尽管美国大使及一些中南美洲国家的领袖建议胡安·博什政向古巴施加外交压力，但遭到拒绝，博什的政策亦得罪了国内的大地主、军人及天主教会等既得利益者，他们批评博什是一个共产主义者，而在美军的支持下，多米尼加军队亦开始酝酿推翻博什的政变，1963年9月25日，军队推翻了博什政府，他本人也被迫流亡至波多黎各，而美国政府则对是次政变给予了谴责，并一度断绝与多米尼加的外交关系。

## 卸任後
博什卸任後，新组建的临时政府废除了他在任期间推行的改良政策，但因不善管理，加之不得民心，导致多米尼加政局动荡，政权更迭不断，1965年4月24日，以弗朗西斯科·卡马尼奥为首的青年军官发动政变，呼吁恢复博什的总统职务，他们最终结束了三人执政委员会的统治，博什随即得以回国，并参加了1966年的总统大选，但不敌华金·巴拉格尔:261，1973年，因为与革命党其他成员价值观不合，博什退出该党，与支持者另外创建了多米尼加解放党，之后他也以解放党候选人的身份参加了1978年、1982年、1986年、1990年以及1994年的总统大选，但都宣告败选:262-263。
博什积极促进多米尼加与第三世界国家的民间往来，而当时的多米尼加政府因為立場親美，奉行反共主義而拒绝与这些国家有官方往来，1965年，他前往北越参加越南—拉丁美洲国家团结会议，并结识了胡志明；他还在1969年10月访问了中华人民共和国，并获得周恩来的接见，在这次旅行中，博什也访问了北越、北韓与柬埔寨，在回国後，他对自己在当地的所见所闻，以及对这些国家的理解进行了总结，并发表于1978年出版的《對蹠點之旅》（Viaje a las antípodas）中。
2001年11月1日，博什在圣多明各家中逝世，为了纪念他的贡献，联合国教科文组织还建立了胡安·博什奖，以奖励为强化科学研究与公共政策联系做出贡献的拉美学者，而服务多米尼加首都的聖多明哥地鐵也有一座以他命名的车站。

## 文学
胡安·博什在投身政治运动的同时亦勤于笔耕，尤其长于短篇小说，其代表作有《圣诞节的故事》（Cuentos de Navidad）、《两个比索的水》（Dos Pesos de Agua）、《女人》（La Mujer）等，他的作品多具有反映社会现实、贴近普通民众的特点，其本人也凭借文学作品在1990年2月与时任总统华金·巴拉格尔一同获得了多米尼加第一届国家文学奖。